# مارتين كريستنسن
مارتين كريستنسن (بالدنماركية: Martin Christensen)‏ (23 ديسمبر 1987 في الدنمارك - ) هو لاعب كرة قدم دانمركي في مركز الوسط. شارك مع منتخب الدنمارك تحت 18 سنة لكرة القدم ومنتخب الدنمارك تحت 19 سنة لكرة القدم ومنتخب الدنمارك تحت 20 سنة لكرة القدم ومنتخب الدنمارك تحت 21 سنة لكرة القدم. أما مع النوادي، فقد لعب مع أتفدابيرجس وتشارلتون أثلتيك ونادي ريميني ونادي سوندرييسكه ونادي لينغبي ونادي هاوغسوند ونادي هرفوليه ونادي هلسينغبورغ وهيراكليس ألميلو ونادي كويه ‏.

## روابط خارجية
- مارتين كريستنسن على موقع اتحاد السويد (السويدية)
- مارتين كريستنسن على موقع قاعدة بيانات كرة القدم.إي يو (الإنجليزية)
- مارتين كريستنسن على موقع Soccerway.com (الإنجليزية)